# Любовський Леонід Зіновійович
Любовський Леонід Зіновійович (24 лютого 1937, Кам'янка Київської області УРСР, нині Черкаської області — 10 вересня 2021, Казань) — композитор, професор Казанської державної консерваторії імені Назіба Жиганова, Заслужений діяч мистецтв Росії і Татарстану, лауреат Державної премії Російської Федерації (2005 рік).
Автор опер, симфоній, численних інструментальних і вокальних творів.

## Біографія
Народився 24 лютого 1937 року в місті Кам'янка Черкаської області.
Після закінчення Львівського музичного училища отримав освіту в Казанськоій державній консерваторії в 1967 році. Композицію вивчав в Казанській державній консерваторії у професорів А. Лемана (спеціальність), Г. Літинського (контрапункт), Н. Жиганова (інструментування).
У 1967—1985 роках — викладач, з 1985 року — доцент, потім з 2000 року — професор Казанської консерваторії.
Одружений, має двох синів (Володимир і Любомир — від першого шлюбу) і дочка Ольга.
Помер 10 вересня 2021 року у Казані в віці 84-х років від ускладнень, викликаних коронавірусним захворюванням COVID-19.

## Творчість
Л. З. Любовський — композитор, автор опер, симфоній, численних інструментальних і вокальних творів.
Його твори виконувалися в Москві, Санкт-Петербурзі, Казані, Саратові, Нижньому Новгороді, Томську, Хабаровську, Владивостоку, Чебоксарах. . ., а також в Україні, США, Японії, Німеччині, Словаччині, Болгарії, Польщі, Італії, Іспанії, Новій Зеландії, Ізраїлі, Литві, Естонії, Молдові.

### Основні роботи

#### Опера
- Опера «Свято святого Іоргена» (за повістю (Г. Бергстеда, 1967)
- Опера «Камінний господар» (за драмою Лесі Українки, 1973)
- Опера «Незнайко в Сонячному місті» (дет., 1973)

#### Балет
- Балет «Сказання про Йусуфа» (за поемою Кул Галі «Кисса-і Йусуф», 2002)
- Балет «Стійкий олов'яний солдатик» (2012)
- Балет «Жовтий лелека» (Жіганов-Любовський, 2011)

#### Для симфонічного оркестру
- 6 симфоній (1964, 1970, 1975, 1980, 1990, 2003)
- 5 інструментальних концертів із симфонічним оркестром (для скрипки, для віолончелі, для альта, для фортепіано, для фортепіано в 4 руки, для труби) (1968, 1972, 1985)
- Музика до трагедії Шекспіра «Антоній і Клеопатра» — симфонічна сюїта для оркестру з солістом.
- Симфонічна сюїта «З Моабитських зошитів» для оркестру і соліста. Вірші М. Джаліля
- Симфонієта для струнного оркестру
- «Салонна музика» для струнного оркестру з фортепіано (1997)
- Здравиця для великого симфонічного оркестру
- Кантата «Земну біль в слова наділити» за поемою Твардовського «По праву пам'яті» — для змішаного хору, симфонічного оркестру та читця

- Симфонічна легенда «Suyumbike»
- Lacrimosa (1990)

#### Для хорового та симфонічного оркестру
- Симфонія — Ораторія до поеми І. Франка (1970)
- Кантата «Перетворення безглуздих слів на слова» за поемою О. Твардовського «Про спогади» (Право на пам'ять, 1987)
- Вокально-симфонічні сюїти з віршів Джаліла «З блокнотів Моабіта» (1969).
- Кантата «Передчуття весни» для дитячого хору з фортепіано (оркестром)
- «Світ природи» (слова Ф. Тютчева) — цикл для мішаного хору без супроводу
- «Думки» (слова Р. Харіса) — цикл для чоловічого хору без супроводу

### Для хору
- Ф. Тютчев поема «Світ природи» (1971 р.)
- Р. Харіс поема «Думки» (1980 р.)
- «Ранкові зірки згасають»

### Інструментальна камерна
- Тріо (пам'яті артиста) для скрипки, віолончелі та фортепіано
- Passionsmusik — для труби, тромбона, органу та ударних інструментів
- Триптих Босха — для чотирьох тромбонів, приготованого фортепіано і ударних
- Divertisment (Меленький концерт для кларнета, фагота, фортепіано і ударних)
- Brass Quintet -для двох труб, валторни, тромбона і туби
- 2 струнних квартети (№ 1, № 2)
- Litania — для струнного оркестру
- Інструментальні сонати з фортепіано: для труби, для скрипки, для тромбона, для флейти, для гобоя, а також для баяна, для вібрафона і литавр
- Гра стилів (Play on Styles) — 12 прелюдій і фуг для фортепіано від 12 тонів.
- Цикли для фортепіано: «Багателі», «Романтичні п'єси в 4 руки для фортепіано», «7 швидкоплинностей»,

#### Інше
- Вокальні цикли для голосу і фортепіано: «Нове століття», «Військові вітри», «Країна журавлина», на слова Сергія Острового, «З корейської народної поезії Січжі в перекладі Анни Ахматової», «Радість», «Марина» — три пісні на слова Марини Цвєтаєвої
- музика для дітей, музика для драматичного театру і інші твори.

## Авторські концертні програми
- Концерти-концерти (1995)
- 7 інструментальна соната (1998)
- Концерт пам'яті А. Сахарова (1989)
- Поліфонічний музичний вечір (2000)
- Симфонічний концерт (2002)

## Нагороди
- Заслужений діяч мистецтв Татарстану (1983)
- Заслужений діяч мистецтв Росії (1996)
- Лауреат Державної премії Російської Федерації (2005) за балет «Сказання про Йусуфа».